# Ioan Radeș
Ioan Radeș (n. 11 noiembrie 1876, Berivoiu Mic, comitatul Sibiu, Regatul Ungariei – d. 4 iunie 1952, Jibou, Regiunea Bihor, Republica Populară Română) a fost un funcționar bancar român  și delegat la Marea Adunare Națională de la Alba Iulia din 1 decembrie 1918.

## Biografie
A fost funcționar de bancă, membru al Departamentului Târnăveni al „Astrei”, vicepreședinte al Consiliului Național Român al comitatului Târnava Mică, membru al P.N.R., iar din 1920 al Partidului Poporului.

## Activitate politică
A fost delegat din partea Cercului electoral Târnăveni, la Marea Adunare Națională de la Alba Iulia din 1 decembrie 1918 la care s-a decretat unirea Transilvaniei cu România.